# MGM Farm Arena
MGM Farm Arena – stadion piłkarski we wsi Doboj, w Bośni i Hercegowinie. Obiekt może pomieścić 3000 widzów. Swoje spotkania rozgrywają na nim piłkarze klubu FK Mladost Doboj Kakanj.